# باکسی
کترین وین (به انگلیسی: Catherine Wayne) معروف به باکسی (به انگلیسی: Boxxy) یک ستاره اینترنتی آمریکایی است که بخاطر ویدئوهای اینترنتی پر انرژی‌اش شناخته می‌شود. شهرت او در اواخر ۲۰۰۸ و اوایل ۲۰۰۹ با ویدئوهایی که با نام مستعار "باکسی" منتشر می‌کرد آغاز شد. این ویدئوها در ابتدا در گایا آنلاین منتشر شدند، سپس در وب‌گاه i-am-bored.com پخش شدند و در نهایت سر از وب‌گاه ۴چن در آوردند که این باعث شد به شدت مورد توجه آنلاین قرار بگیرند و باکسی به یک میم اینترنتی تبدیل شود.